# گرین دی
گرین دی (به انگلیسی: Green Day) از گروه‌های بزرگ سبک موسیقی پانک راک است و مبدا این گروه در سال ۱۹۸۷ و ایالت کالیفرنیا است، رهبر گروه بیلی جو آرمسترانگ می‌باشد .
این گروه اولین بار با آهنگ When I Come Around در آمریکا و صحنه موسیقی راک مطرح گشت. آلبوم 21st Century Breakdown و نمایش موزیکال آلبوم "احمق امریکایی" در سال ۲۰۰۹ نیز پنجمین جایزه گرمی را نصیب این گروه آمریکایی کرد.

## تاریخچه گروه

### تاسیس گروه: ۱۹۸۷–۱۹۹۳
بیلی جو آرمسترانگ(گیتاریست و آوازخوان) و مایک درنت(Mike Dirnt)، دوستان دوران کودکی، ابتدا گروهی با نام Sweet Children را در رودئو کالیفرنیا تشکیل دادند. چندی بعد با یک شرکت محلی به نام Lookout قرارداد امضا کردند. آن‌ها نام گروه را به Green Day تغییر داده و در سال ۱۹۸۹ نخستین آلبوم غیررسمی شان به نام "۱۰۰۰ ساعت" را بیرون دادند. سال بعد آلبوم 39/Smooth  را ارائه دادند. کمی بعد، سوبرانت(درامر گروه) جایش را به درامر دیگری به نام Tre Cool داد.
دومین آلبوم رسمی گرین دی به نام Kerplunk در سال ۱۹۹۲ منتشر شد. موفقیت زیرزمینی این آلبوم باعث شد که گروه از طرف ناشران موسیقی معتبر پیشنهاد همکاری دریافت کند. آن‌ها سرانجام با شرکت Reprise Recordقرارداد بستند.

### نخستین موفقیت: ۱۹۹۴–۱۹۹۶
نخستین آلبوم پرفروش و موفق گروه دوکی نام دارد که در سال ۱۹۹۴ منتشر شد. نام آلبوم برگرفته از یک اصطلاح بین اعضای گرین دی بود. آن‌ها زمانی که به‌خاطر خوردن غذاهای بی‌کیفیت کنار جاده‌ای اسهال می‌شدند از اصطلاح «liquid dookie» برای توصیف وضعیت‌شان استفاده می‌کردند. مجموع فروش دوکی در دنیا بیش از ۱۵ میلیون نسخه بود. در تابستان ۱۹۹۴ گروه در جشنواره‌ی ووداستاک حضور داشتند و این موضوع هم به افزایش فروش آلبوم کمک کرد. دوکی همان‌سال جایزه گرمی «بهترین آلبوم آلترناتیو» را به خود اختصاص داد.
آهنگ «از کار افتاده» از این آلبوم برای ۵ هفته شمارهٔ یک جدول مدرن راک آمریکا بود. «وقتی این دور و برم» قطعهٔ دیگری از دوکی بود که به مدت ۷ هفته شمارهٔ یک جدول مدرن راک شد. 
پاییز ۱۹۹۵ آلبوم بی‌خواب آمد. آهنگ J.A.R از این آلبوم شماره یک مدرن راک شد و به‌عنوان موسیقی فیلم آنگوس هم استفاده شد. بی‌خواب شمارهٔ ۲ جدول بیلبورد ۲۰۰ شد و تا بهار ۱۹۹۶ دو میلیون نسخه از آن به‌فروش رسید. اگرچه این آلبوم نتوانست موفقیت چشمگیر دوکی را تکرار کند ولی از طرف منتقدان موسیقی با تحسین رو به رو شد. در بهار ۱۹۹۶ اعضای گرین دی تور کنسرت اروپایی‌شان را به دلیل خستگی لغو کردند.

### سقوط از محبوبیت: ۱۹۹۷–۲۰۰۲
بعد از یک سال استراحت، گرین دی در سال ۱۹۹۷ آلبوم Nimrod را عرضه کرد. این آلبوم در جایگاه دهم جداول موسیقی جای گرفت. یکی از ترانه‌های موفق این آلبوم Good Riddance ,Time of Your Life نام دارد که جایزه MTV بهترین موزیک ویدیوی سال موسیقی راک را از آن خود کرد.
در سال ۲۰۰۰ آلبوم Warning منتشر شد. نگاه منتقدان به این آلبوم بسیار متفاوت بود. مجله تخصصی رولینگ استون با دادن امتیاز ۳ از ۵، انتقادی‌ترین دیدگاه را نسبت به این آلبوم داشت. بعد از انتشار این آلبوم، بعضی از منتقدان موسیقی به این نتیجه رسیدند که گرین دی به دوران سقوط از محبوبیت خود نزدیک شده‌است.

### احمق آمریکاییو موفقیت دوباره گروه: ۲۰۰۳–۲۰۰۶
در ۲۰۰۴ آلبوم ابله آمریکایی بیرون آمد؛ یک آلبوم اپرایی راک که بعد از مدت‌ها گروه را در جداول موسیقی شماره یک کرد. آلبوم American Idiot جایزه گرمی بهترین آلبوم راک را برد. در سال ۲۰۰۶ هم، گرین دی جایزه گرمی بهترین ضبط سال را برای آهنگ Boulevard of Broken Dreams از آن خود کرد.
اغلب مخاطبین عنوان آلبوم(ابله امریکایی) را اشاره به سکنات و وجنات رئیس‌جمهور وقت آمریکا جورج بوش می‌دانستند ولی خود آرمسترانگ در مصاحبه ای آلبومش را "داستان شخصی مثال می زند که از شهری کوچک به یک کلان شهر می آید و خود را مواجه با جاذبه‌ها و موقعیت‌های غیرقابل پیش بینی می‌یابد. چنین شخصیتی در واقع خیلی شبیه کاراکتر فیلمهای فرانک کاپرا ست یا شاید یادآور شخصیت فیلم فارست گامپ است."
بعداز آلبوم American Idiot، گرین دی دو تک‌آهنگ موفق ارائه داد؛ یکی اجرای مجدد آهنگ مرحوم جان لنون با نام working class hero بود که به وقایع دارفور سودان اشاره دارد و دیگری اجرای مشترکی با گروه معروف U2 است با عنوان The Saints Are Coming که دربارهٔ کمک داوطلبانه سربازان بازگشته از عراق به حادثه دیدگان طوفان کاترینا می‌باشد .

### آلبوم 21st Century Breakdown و بازگشت به صحنه: ۲۰۰۷–تاکنون
آلبوم 21st Century Breakdown در ماه مه ۲۰۰۹ منتشر شد. این آلبوم توسط منتقدان موسیقی با دریافت میانگین امتیازاتی بین ۴ و ۵ از ۵ مورد تحسین قرار گرفت.
21st Century Breakdown در جداول موسیقی ۱۴ کشور شماره یک شد و تا کنون موفق‌ترین آلبوم گرین دی می‌باشد .
تور جهانی 21st Century Breakdown از ۳ ژولای ۲۰۰۹ تا ۲۹ اکتبر ۲۰۱۰ در نقاط مختلف اروپا، امریکا، آسیا و استرالیا برگزار شد.

## اعضای گروه گرین دی
- بیلی جو آرمسترانگ (Billie Joe Armstrong) ...خواننده اصلی، گیتاریست
- مایک درنت (Mike Dirnt) ...گیتاریست بیس، خواننده پس زمینه
- تره کول (Tre Cool) ...درامر، خواننده پس زمینه

## آلبوم‌های استودیویی
- 39Smooth ۱۹۹۰
- Kerplunk ۱۹۹۲
- Dookie ۱۹۹۴
- Insomniac ۱۹۹۵
- Nimrod ۱۹۹۷
- Warning ۲۰۰۰
- American Idiot ۲۰۰۴
- 21st Century Breakdown ۲۰۰۹
- ۲۰۱۲ !Uno¡
- ۲۰۱۲ !Dos¡
- ۲۰۱۲ !Tré¡